# 金春憲和
金春 憲和（こんぱる のりかず、1982年（昭和57年）2月27日 - ）は、シテ方金春流能楽師。シテ方金春流八十一世宗家。

## 経歴
八十世宗家金春安明長男。父に師事。6歳　能「邯鄲」子方にて初舞台。13歳　能「経政」にて初シテ。現在までに「乱」「獅子」「道成寺」「翁」を披く。例年、奈良興福寺薪御能「翁・十二月往来」、奈良春日若宮おん祭「神楽式」などを勤めている。

### 主な演能実績
- 6歳、『邯鄲』（かんたん）子方で初舞台。
- 13歳、『経政』（つねまさ）で初シテ。
- その他：『乱（猩々乱）』(みだれ・しょうじょうみだれ)、『石橋』（しゃっきょう）、『道成寺』（どうじょうじ）、幸清流一調『曙』（あけぼの）

## 役職等
公益社団法人 能楽協会会員、公益社団法人 金春円満井会 常務理事、奈良金春会 理事、鎌倉市観光協会 参与。

## 家族
曽祖父：金春八条、祖父：金春信高、父：金春安明。